# Presunto de Barroso
O Presunto de Barroso – IGP (Indicação Geográfica Protegida) é um produto tradicional da culinária de Portugal, típico e originário da região de Barroso (concelhos de Boticas, Chaves e Montalegre, no Distrito de Vila Real).  É um presunto fumado preparado com a perna de animais com 16-18 meses de vida, que devem estar inscritos nos registos das explorações autorizadas e que devem ter sido criados em regime extensivo, com alimentação exclusivamente natural, mas sujeitos a saneamento e assistência veterinária; a sua preparação deve seguir normas tecnológicas específicas. A perna de porco, depois de aparada de forma arredondada, é salgada à mão, com o sal misturado com azeite e colorau, tratamento que deve durar duas a quatro semanas; a fumagem é feita durante pelo menos duas semanas, com fumo proveniente de madeira de carvalho local e giesta. 
O porco barrosão é descendente do porco selvagem, ou javali, que abundava naquela serra há muitos anos.